# The Asteroids Galaxy Tour
The Asteroids Galaxy Tour je dánská alternativní popová skupina sestávající ze zpěvačky Mette Lindberg a producenta Larse Iversena. Při živých koncertech se kapela rozšiřuje na šestičlenné seskupení, kde hraje Miloud Carl Sabri na trubku, Sven Meinild na saxofon, Mads Brinch Nielsen na kytaru a Rasmus Valldorf na bicí. Lars Iversen je hlavní textař a producent. Kapela vznikla v roce 2008 a sídlí v Kodani v Dánsku.
Svůj debutový singl "The Sun Ain't Shining No More" vydalo jejich vlastní vydavatelství Small Giants 15. září 2008. Kapela je asi nejznámější pro svůj singl "Around the Bend", který v září roku 2008 použil Apple pro reklamu na iPod Touch a který byl vydán jako singl v prosinci téhož roku.

## Průlom
Brzy po vzniku je Amy Winehouse požádala, aby jí dělala předkapelu při vystoupení v Kodani. Bylo to první živé vystoupení kapely. Nedlouho poté si Apple vybral "Around The Bend" pro reklamu na iPod Touch. The Asteroids Galaxy Tour pomáhali Katy Perry na několika vyprodaných koncertech při jejím letním evropském turné v roce 2009.

## Diskografie
Seznam alb a písní:

### Alba
- Fruit (2009)
- Out Of Frequency (2012)
- Bring Us Together (2014)

### Singly a EP
- "The Sun Ain't Shining No More" (2008)
- "Around the Bend" (2009)
- "The Golden Age" (singl, 2009)
- "The Golden Age" (EP, 2011)
- "Major" (2011)
- "Heart Attack" (2011)